# Benny's Video
Benny's Video è un film del 1992 scritto e diretto da Michael Haneke.
È stato presentato nella Quinzaine des Réalisateurs al 45º Festival di Cannes.

## Trama
Benny, adolescente che vive in una famiglia d'alta borghesia e grande appassionato di filmati amatoriali, passa le sue giornate a scuola la mattina e il pomeriggio sta rinchiuso in camera sua, fra decine di videocamere e televisioni che contemporaneamente trasmettono filmati differenti a tenergli compagnia, a fare i compiti; o esce solamente per andare nella videoteca ad affittare sempre nuove videocassette. La sua stanza è serrata da alcune tende che coprono le finestre ed è una specie di covo soltanto illuminato dalla abat-jour sulla scrivania. Con due genitori quasi completamente assenti per lui, Benny, dopo aver visto e rivisto il video girato da lui di un maiale ucciso, decide di compiere lo stesso gesto ma con una ragazzina appena conosciuta alla videoteca. Se la porta a casa per fare amicizia e dopo averle mostrato il filmato dell'uccisione del suino, la ammazza colpendola nella stessa maniera, filmando il tutto con la sua videocamera. Dopodiché, nasconde il corpo nell'armadio e soddisfatto riguarda il video. Il giorno dopo Benny decide di rasarsi i capelli a zero, causando così reazioni di disapprovazione nei genitori. Una sera il ragazzo riguarda per l'ennesima volta il filmato dell'omicidio commesso alla ragazzina, ma alle sue spalle compaiono i genitori, che guardano il video per tutta la durata. Il padre però non volendo che Benny finisca al carcere minorile o in un istituto psichiatrico, decide di sbarazzarsi del cadavere della ragazzina e di mandare per qualche giorno sua moglie e suo figlio a fare un viaggio in Egitto, per far distaccare Benny da ciò che è accaduto e farlo un minimo riflettere sulle conseguenze che ci potrebbero essere state.
Dopo il viaggio in Egitto, in casa della famiglia si presenta un poliziotto, chiamato appositamente dal ragazzo, il quale decide di denunciare i genitori alla polizia, presentando come prova un video in cui i due discutono di come sbarazzarsi del cadavere. Naturalmente tutta la scena viene filmata dalla fidata videocamera di Benny.